# Segunda División de Chile 1995
Segunda División de Chile 1995 var den näst högsta divisionen för fotboll i Chile under säsongen 1995. Serien spelades mellan sexton lag där alla lag mötte varandra två gånger (en gång hemma och en gång borta). Därefter gick de två första lagen upp i Primera División. Dessutom spelades en playoff-match mellan Audax Italiano och Santiago Wanderers för att avgöra en mästare av Primera B.

## Tabell
| Nr | Lag                   | S  | V  | O  | F  | GM | IM | MS  | P  |
| -- | --------------------- | -- | -- | -- | -- | -- | -- | --- | -- |
| 1  | Santiago Wanderers    | 30 | 14 | 10 | 6  | 43 | 27 | +16 | 52 |
| 2  | Audax Italiano        | 30 | 15 | 7  | 8  | 54 | 35 | +19 | 52 |
| 3  | Cobresal              | 30 | 14 | 9  | 7  | 50 | 36 | +14 | 51 |
| 4  | Unión San Felipe      | 30 | 14 | 8  | 8  | 60 | 41 | +19 | 50 |
| 5  | Rangers               | 30 | 13 | 11 | 6  | 52 | 39 | +13 | 50 |
| 6  | Colchagua             | 30 | 13 | 8  | 9  | 32 | 25 | +7  | 47 |
| 7  | Fernández Vial        | 30 | 12 | 9  | 9  | 37 | 38 | −1  | 45 |
| 8  | Ñublense              | 30 | 12 | 8  | 10 | 44 | 38 | +6  | 44 |
| 9  | Unión Santa Cruz      | 30 | 12 | 5  | 13 | 43 | 53 | −10 | 41 |
| 10 | Deportes Ovalle       | 30 | 11 | 7  | 12 | 36 | 32 | +4  | 40 |
| 11 | Deportes Puerto Montt | 30 | 9  | 11 | 10 | 43 | 39 | +4  | 38 |
| 12 | Deportes Iquique      | 30 | 9  | 11 | 10 | 34 | 43 | −9  | 38 |
| 13 | Deportes Linares      | 30 | 6  | 10 | 14 | 31 | 55 | −24 | 28 |
| 14 | Deportes Melipilla    | 30 | 6  | 9  | 15 | 34 | 55 | −21 | 27 |
| 15 | Deportes Arica        | 30 | 6  | 8  | 16 | 25 | 47 | −22 | 26 |
| 16 | Unión La Calera       | 30 | 5  | 7  | 18 | 31 | 46 | −15 | 22 |

## Playoff
- Audax Italiano – Santiago Wanderers 0–2
- Santiago Wanderers – Audax Italiano 2–1
- Santiago Wanderers vinnare av Segunda División 1995  efter 4–1 totalt, men båda lagen flyttades upp till Primera Division.